# لورنزا ایزو
لورنزا فرانچسکا ایزو پارسونز (به انگلیسی: Lorenza Francesca Izzo Parsons) (زادهٔ ۱۹ سپتامبر ۱۹۸۹) هنرپیشه و مدل اهل شیلی است. و از فیلم‌هایی که وی در آن نقش داشته می‌توان به فیلم ترسناک پس لرزه، جهنم سبز و ایفای نقش جنسیس در فیلم اروتیک مهیج تق تق اشاره کرد.

## زندگی‌نامه
لورنزا ایزو در ۱۳ ژانویه ۱۹۹۲ در سانتیاگو، شیلی زاده شد. او دختر مدل سابق رزیتا پارسونز و همچنین خواهرزاده کارولینای پارسونز به‌شمار می‌رود.

## زندگی شخصی
ایزو در ۸ نوامبر ۲۰۱۴ با هنرپیشه و کارگردان آمریکایی الی راث ازدواج کرد. مراسم ازدواج آن‌ها در سواحل زاپالار واقع در والپارایزو برگزار شد. در ژوئیه ۲۰۱۸، این زوج برای طلاق اقدام کردند و از یکدیگر جدا شدند.

## فیلم‌شناسی
| نام فیلم                       | سال  | نقش           |
| ------------------------------ | ---- | ------------- |
| پس‌لرزه                         | ۲۰۱۲ | کایلی         |
| جهنم سبز                       | ۲۰۱۲ | جاستین        |
| غریبه                          | ۲۰۱۴ | آنا           |
| آموزش مسائل جنسی               | ۲۰۱۴ | پیلار         |
| تق تق                          | ۲۰۱۵ | جنسیس         |
| خود زندگی                      | ۲۰۱۸ | النا          |
| خانه‌ای با ساعتی درون دیوارهایش | ۲۰۱۸ | خانم بارناولت |
| روزی روزگاری در هالیوود        | ۲۰۱۹ | فرانچسکا      |
| زنان بازنده هستند              | ۲۰۲۱ |               |